# Sühnhaus

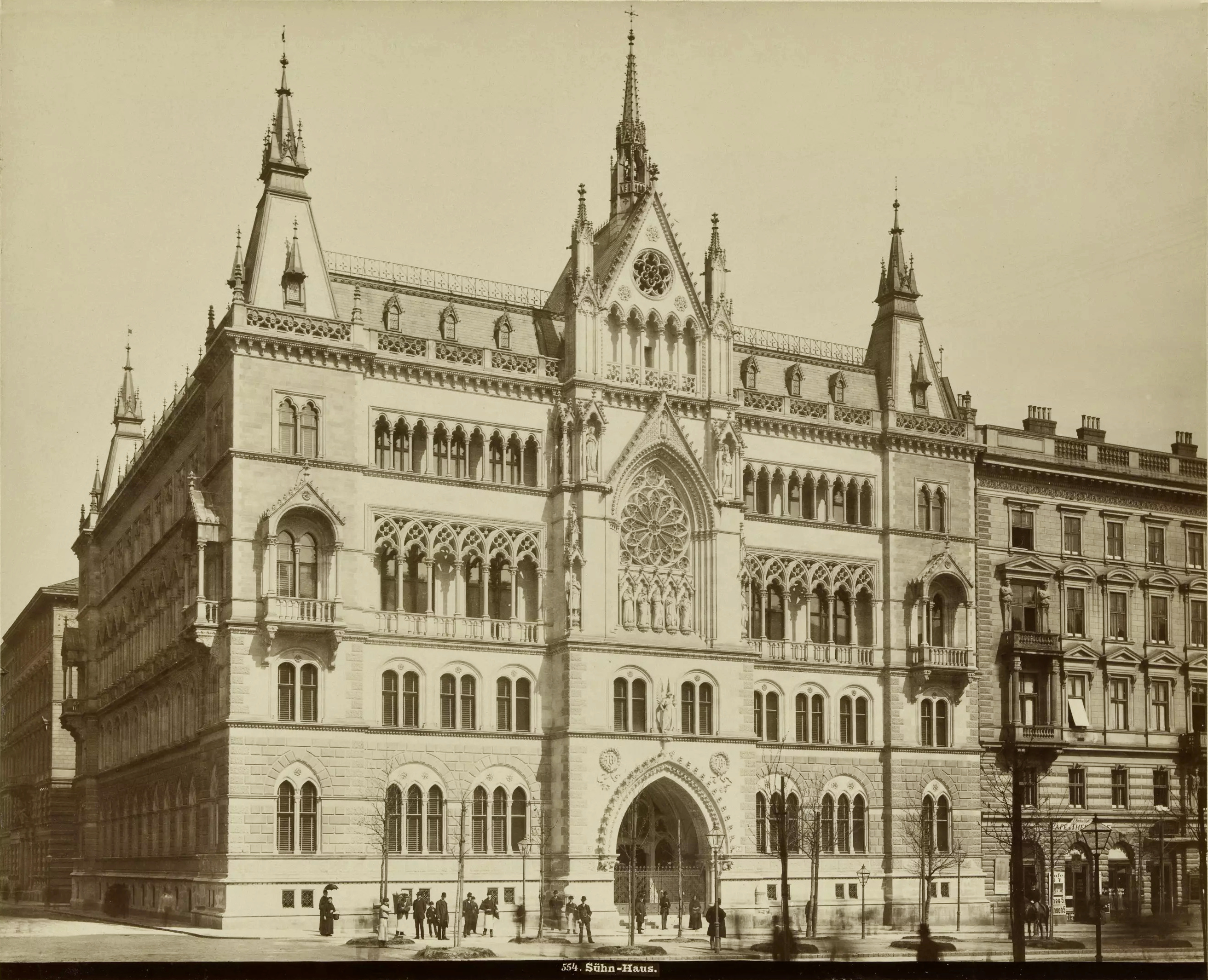
Das Sühnhaus nach 1885

Das Sühnhaus oder K. K. Stiftungshaus war ein im neogotischen Stil 1882–1886 errichtetes Zinshaus (Miethaus) am Schottenring 7 im 1. Wiener Gemeindebezirk Innere Stadt, das nach dem Brand des Ringtheaters von 1881 an dessen Stelle errichtet wurde. Das Grundstück befindet sich am Ort der im Jahr 1860 demolierten Elendbastei (vom ursprünglichen Gewannnamen „Im Elend“), die in den Jahren 1558–1561 durch die deutschen Reichsstände errichtet worden war.

## Geschichte

### Ringtheaterbrand

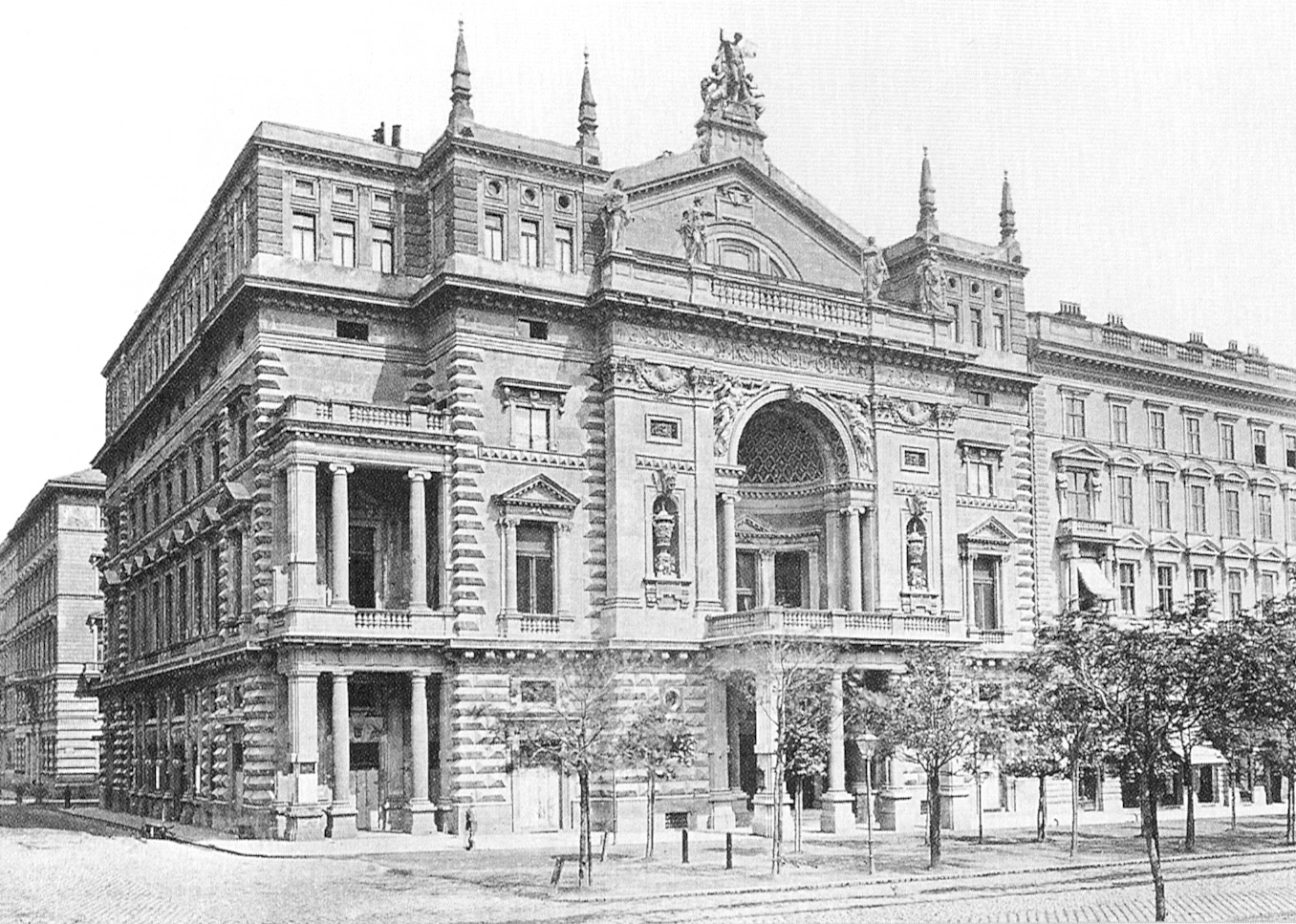
Das Vorgängergebäude: Ringtheater vor dem Brand von 1881

Das 1873–1874 auf dem Grundstück des späteren Sühnhauses erbaute Ringtheater wurde am 8. Dezember 1881 durch eine Brandkatastrophe zerstört, bei der 386 Menschen ums Leben kamen. Die Theaterruine wurde im Dezember 1882 abgebrochen.

### Stiftung des Sühnhauses
Kaiser Franz Joseph I. erklärte in seinem Handschreiben an den Fondsdirektor vom 24. Dezember 1882 seine Vorstellung von der Konzeption des Sühnhauses als Mischung zwischen profanem Miethaus und sakralem Gedächtnisort:

„Um meiner Teilnahme an den traurigen Schicksalen der bei dem Brande des Ringtheaters am 8. Dezember d. J. Verunglückten einen dauernden Ausdruck zu geben, habe ich beschlossen, auf dem dem Stadterweiterungsfonds gehörigen Grunde des Ringtheaters aus meinen Privatmitteln ein Gebäude mit einer entsprechend ausgestalteten Gedächtniskapelle ausführen zu lassen. Eine besondere an die Errichtung dieser Kapelle geknüpfte Stiftung wird die alljährliche Abhaltung eines Trauergottesdienstes für die Opfer der erschütternden Katastrophe für alle Zeiten sicherstellen. Wegen Einrichtung der Kapelle und der damit verbundenen Stiftung haben sie mit dem Fürst-Erzbischof das Nötige zu vereinbaren. Was das zu errichtende Stiftungsgebäude anbelangt, sollen dessen Erträgnisse für immerwährende Zeiten Wiener Wohltätigkeitsvereinen und Anstalten zufließen.“

### Planungen und Bau

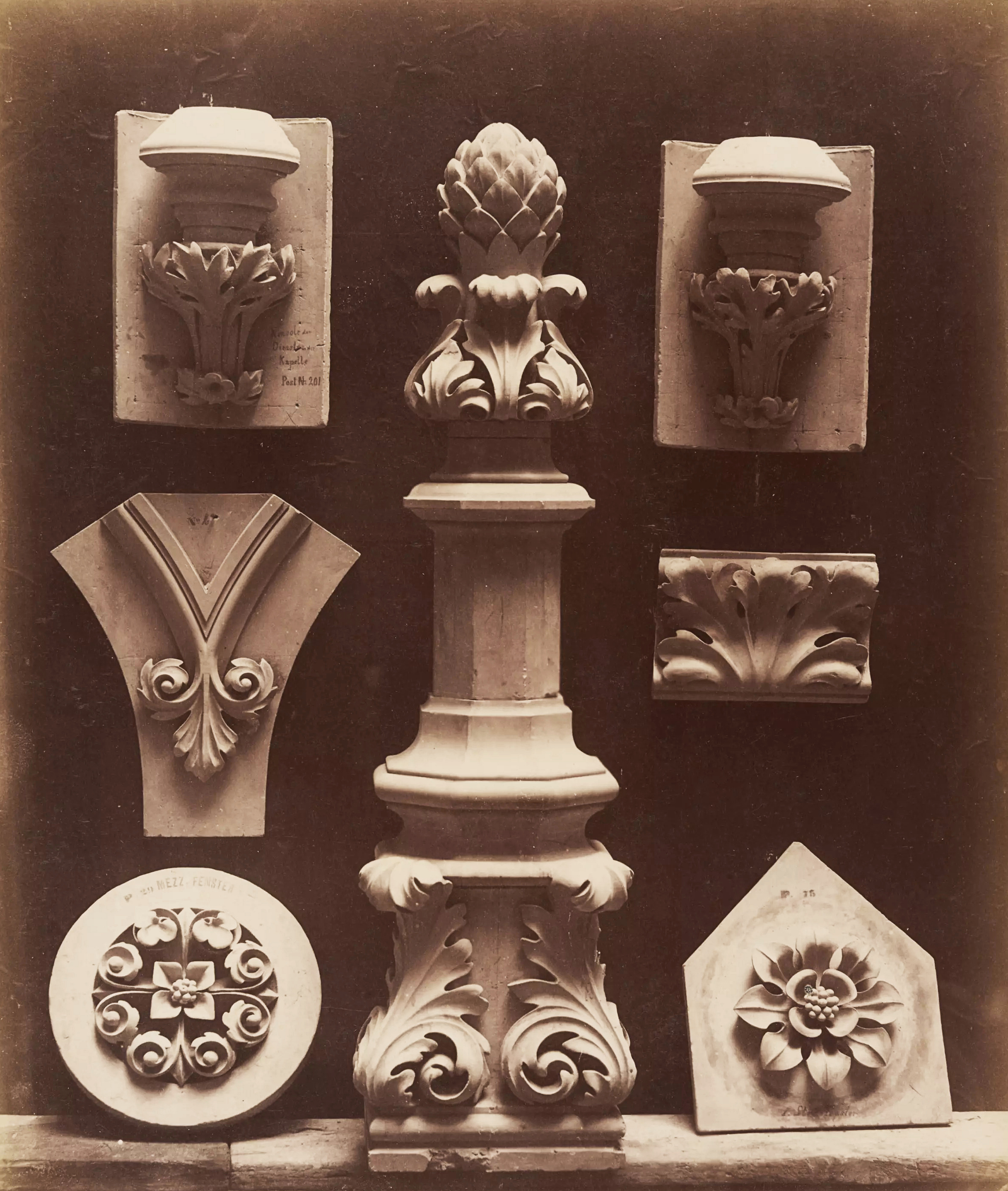
Steinernes Zierrat vor der Montage

Unter der Oberleitung des Fondsdirektors errichtete Friedrich von Schmidt bis 1886 das neogotische Sühnhaus, durch die Kombination einer Gedächtniskapelle und eines Mietshauses. Für den aus Württemberg stammenden Architekten war dieser Auftrag in zweifacher Hinsicht von besonderer Wichtigkeit. Der Auftrag des Kaisers bedeutete höchsten Ansehensgewinn und gleichzeitig die Möglichkeit, seinen persönlich präferierten Baustil, die Neogotik, nach dem Bau des Neuen Wiener Rathauses (Planungs- und Bauzeit 1868–1883) bei einem weiteren Profanbau im Bereich der Ringstraße zu platzieren. Die direkte Auftragsvergabe an Schmidt beinhaltete, dass der Architekt bezüglich des Stiles selbst entscheiden konnte. Schmidt konzipierte bei seinem ersten Entwurf das zu errichtende Sühnhaus asymmetrisch und betonte durch besondere Gestaltung den sakralen Charakter des Stiftungsbaues. Bei der Vorlage des Planes erhielt der Entwurf allerdings nicht die Zustimmung seiner Majestät. Schmidt musste schließlich im Ausführungsentwurf den Mittelrisalit zu Gunsten einer intensiveren Einbindung der Kapelle in die ringstraßenseitige Fassade korrigieren, sodass der profane Wohnhauscharakter zu Lasten einer mehr sakralen Wirkung stärker in den Vordergrund trat.
Auch die innere Raumaufteilung des Sühnhauses musste Schmidt zu Gunsten einer Vergrößerung des Wohnraumangebotes reorganisieren, um höhere Mietzinseinnahmen zu ermöglichen. Im Jahr 1882 legte man schließlich den Grundstein. Um das Voranschreiten des Baues zu beschleunigen, wurde auch, entgegen der gesetzlichen Vorgaben, an Sonn- und Feiertagen gearbeitet. Laut Zeitungsberichten kamen bei den rasch vorangetriebenen Bauarbeiten mehrere Arbeiter zu Tode. Zur Sicherung des Fundamentes wurden 370 Pylonen in den Grund geschlagen. Das Fundament des Sühnhauses integrierte noch bestehende Fundamente des demolierten Ringtheaters. Für den Bau des Gebäudes wurden zudem Ziegel aus dem ausgebrannten Theater wiederverwendet. Als Bauleiter des Sühnhauses fungierte der Bau- und Steinmetzmeister Paul Wasserburger. Im Jahr 1884 feierte man das Richtfest. Am 26. Jänner 1886 wurde in Anwesenheit von Kaiser Franz Josef I. und Kronprinz Rudolf feierlich der Schlussstein gelegt und ein Seelenamt für die Opfer der Brandkatastrophe von 1881 gelesen. Zur Eröffnungsfeier prägte das K. K. Hauptmünzamt silberne Gedenk-Medaillen. Die lateinische Inschrift der Medaille lautet: „Hominum trecentorum septuaginta sex, qui anno MDCCCLXXXI die VIII decembris theatri incendio perierunt. Memorie piisque causis Franciscus Josephus I MDCCCLXXXV“ (deutsche Übersetzung: Den 376 Menschen gewidmet, die am 8. Dezember 1881 beim Theaterbrand starben. Zum frommen Angedenken. Franz Joseph I., 1885.)

### Brand des Sühnhauses und Abriss

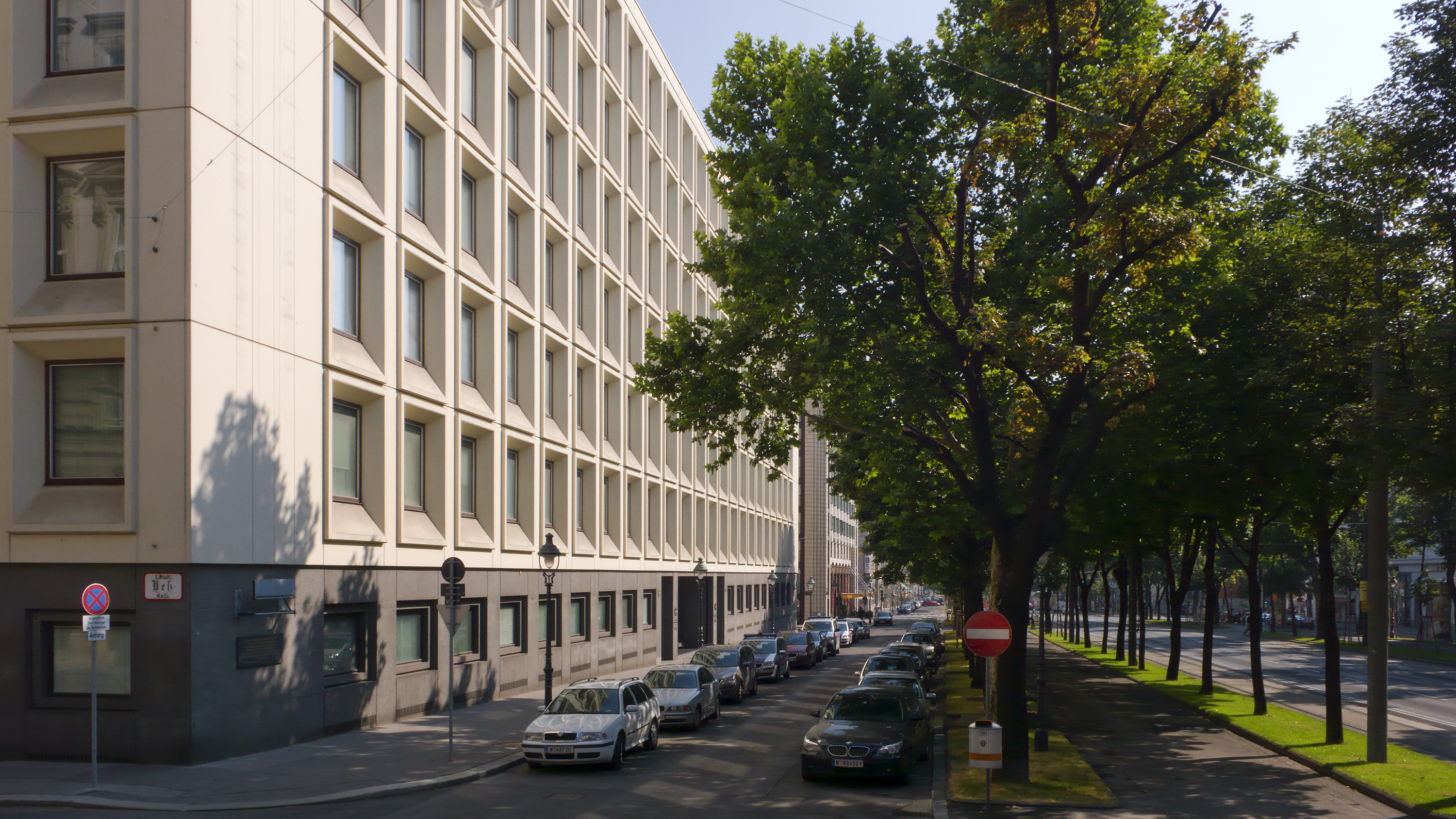
Polizeidirektion am Standort des früheren Sühnhauses, Ansicht von Südwesten

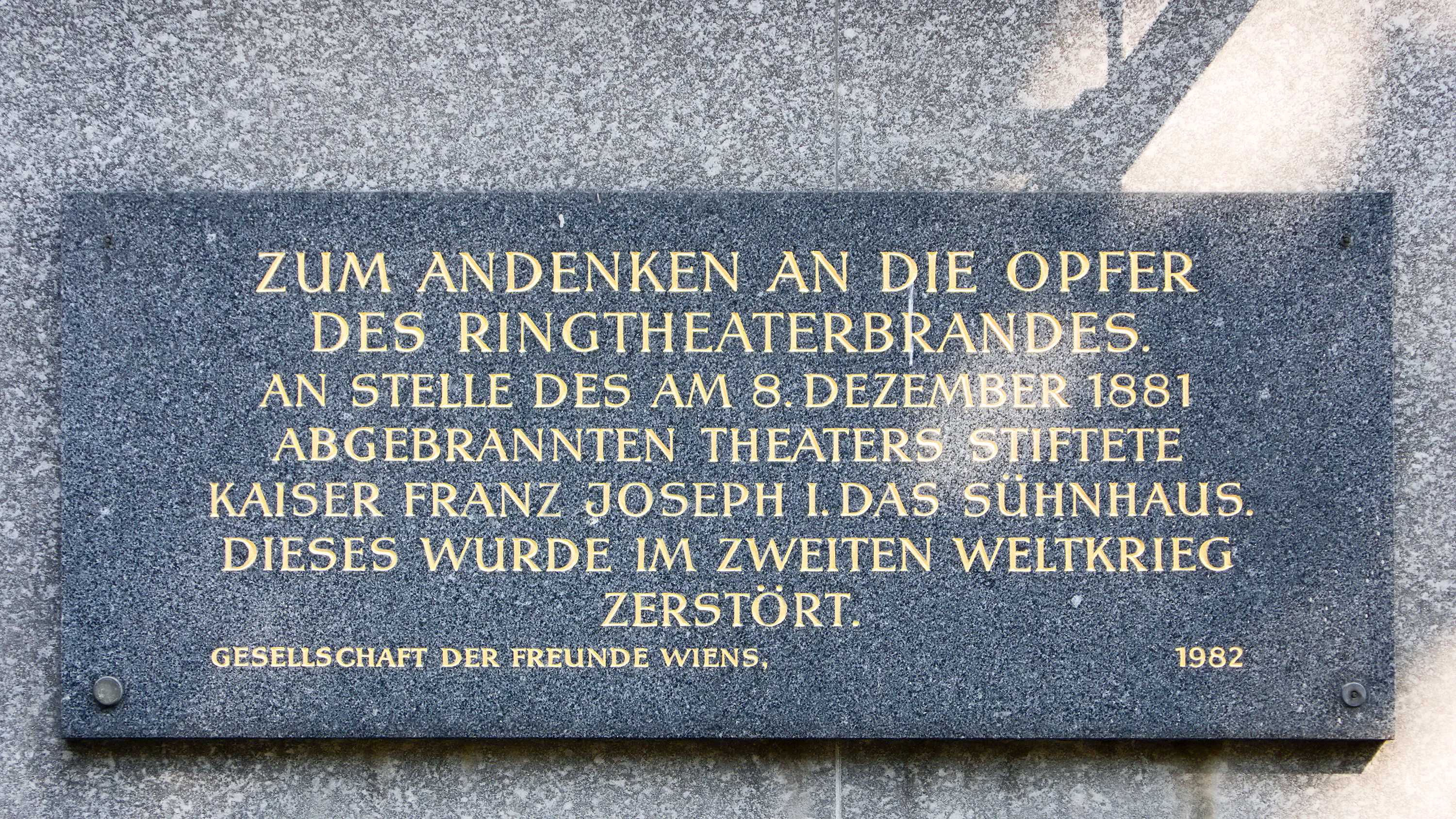
Gedenktafel an das Ringtheater und das Sühnhaus an der Fassade der Polizeidirektion Wien (Schottenring 7–9)

Im Jahr 1945 wurde das Sühnhaus bei einem Brand, der von der benachbarten Polizeidirektion am Schottenring 11 auf das Gebäude am Schottenring 9 und das Sühnhaus übergegriffen hatte, schwer beschädigt. Das Polizeidirektionsgebäude war kurz vor der Eroberung der Stadt Wien im Jahr 1945 zum Zweck der Vernichtung belastender Akten in Brand gesteckt worden. Die Baulichkeit des Sühnhauses war zwar ausgebrannt, doch hatten der eiserne Dachstuhl und die gemauerten Teile standgehalten. Trotz der Möglichkeit eines Wiederaufbaues wurde das Sühnhaus nicht restauriert, mehrere Jahre dem Verfall preisgegeben und im Jahr 1951 zusammen mit dem Nachbarhaus Schottenring 9 schließlich abgetragen. Einige Buntglasfenster der beim Brand erhalten gebliebenen Gedächtniskapelle des Sühnhauses wurden wenig später in der im Norden Wiens errichteten Holzkirche der Pfarrei Maria Himmelfahrt wieder verwendet und sind dort bis heute zu sehen. Am Ort des Sühnhauses wurde im Jahr 1974 unter Hinzunahme des Nachbargrundstückes Schottenring 9 der Sitz der damaligen Bundespolizeidirektion Wien und heutigen Landespolizeidirektion Wien durch den Architekten Alfred Dreier (1910–1987) als schlichtes, weißes Rasterfassadengebäude aus konkaven Rahmenelementen mit großen, sprossenlosen Fensterscheiben errichtet. Heute erinnert an den Brand eine Gedenktafel am Polizeigebäude.

## Architektonische Gestaltung

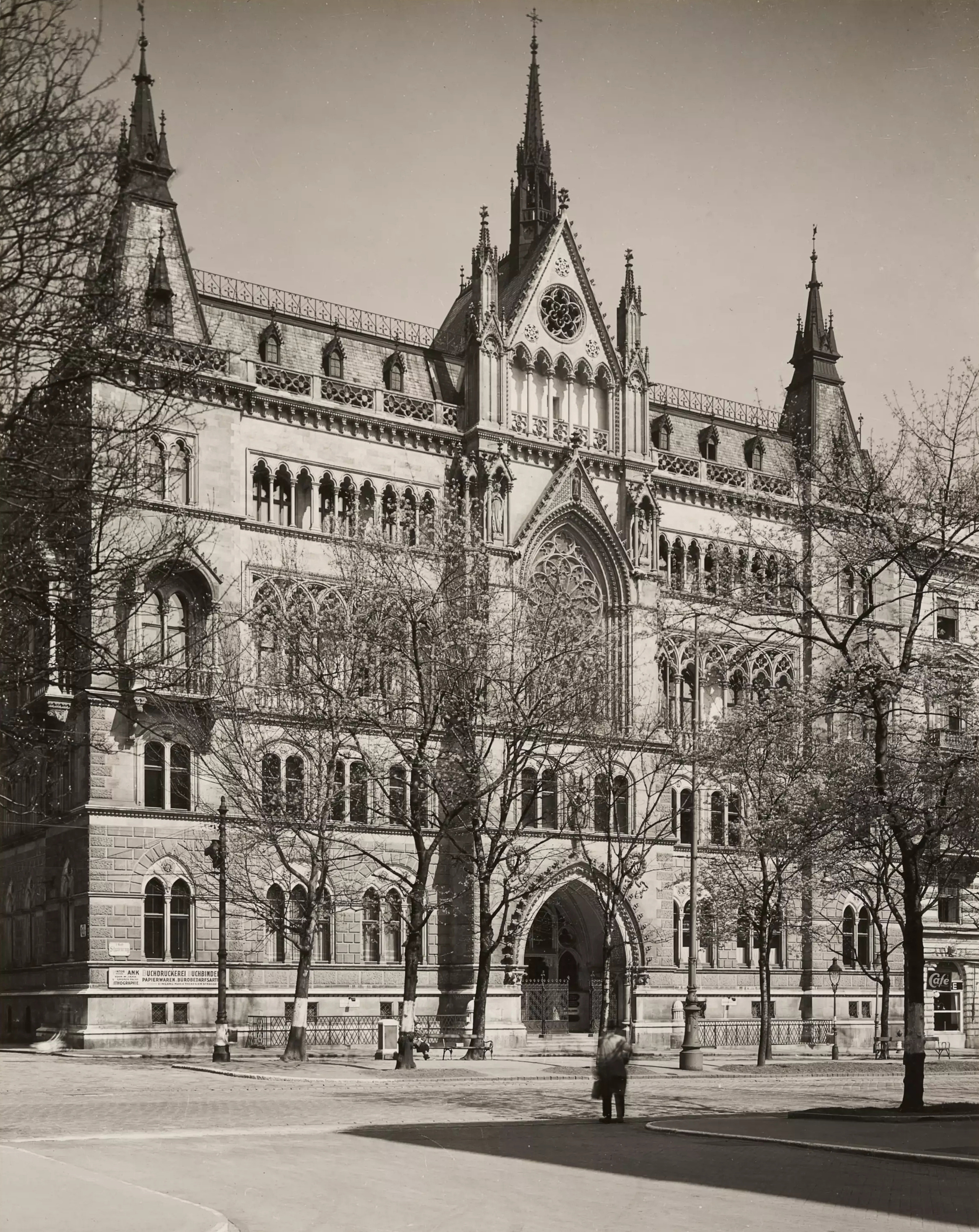
Das Gebäude um 1941

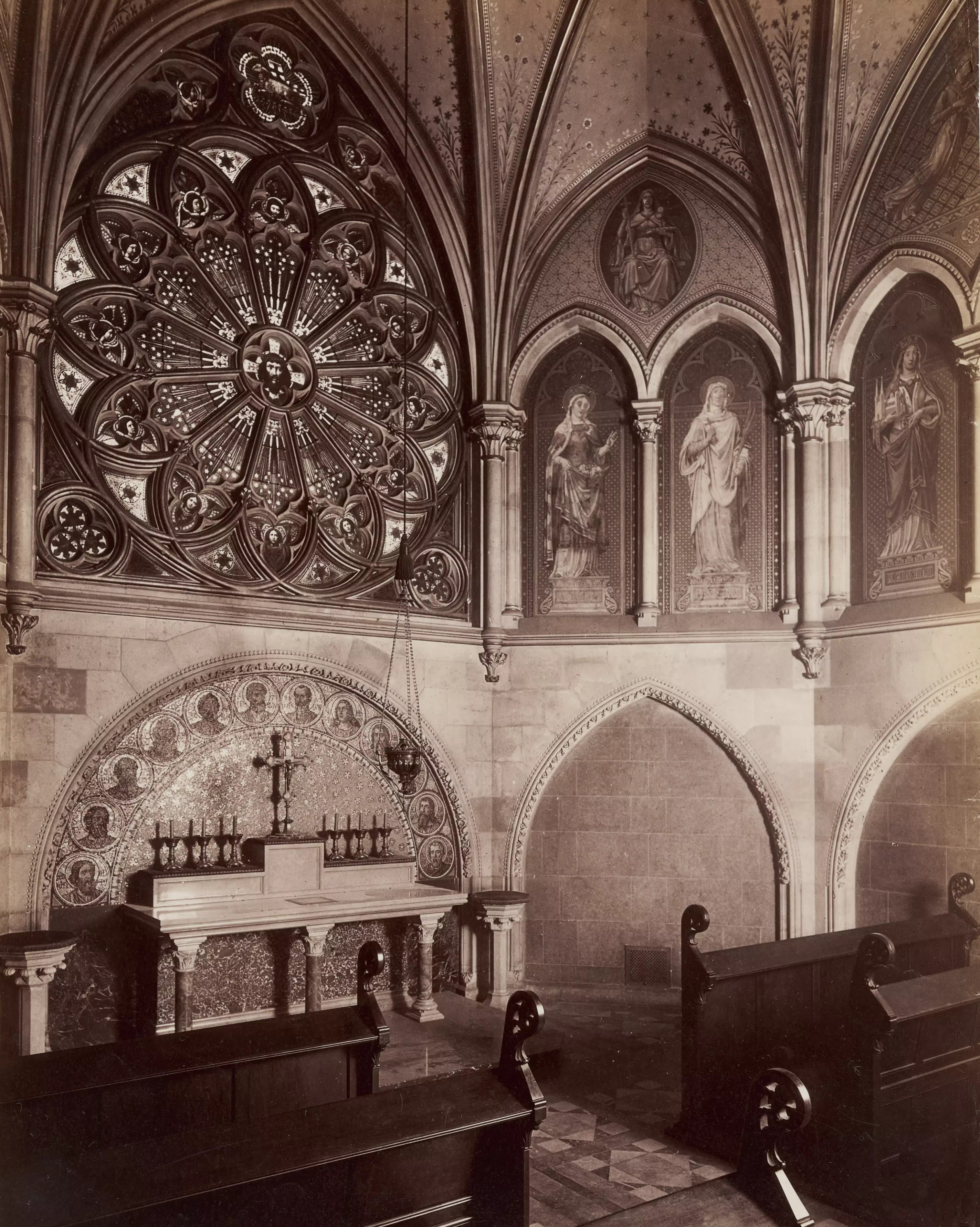
Im Inneren der Kapelle

Das Sühnhaus war ein viergeschoßiger Hausteinbau mit reich gegliedertem Dachaufbau. Die Fassade des Sühnhauses gegen die Ringstraße war symmetrisch aufgebaut. An den Seiten setzten turmartige Risalite markante Akzente. Die Mitte wurde durch den Eingangsrisalit betont. Über dem spitzbogigen Eingangsportal erhob sich die Statue eines Engels mit habsburgischem Wappenschild, der den eintretenden Besucher auf den kaiserlichen Stifter aufmerksam machen sollte. Der Entwurf des Engels stammte von Johann Dorer. Darüber hinaus waren die Initialen des Kaisers in Lorbeerkränzen links und rechts des Portals angebracht. Die in hochgotischen Formen gestaltete Beletage, in der sich der Eingang zur Gedächtniskapelle befand, war durch den besonders reichhaltigen Einsatz von Schmuckelementen betont: Balkone an den Seitenrisaliten, jeweils sechsteilige Maßwerkgalerien wie an Schmidts Ringstraßenrathaus und die ins vierte Geschoß übergreifende Maßwerkrose der Kapelle mit reichem Figurenprogramm. Die Maßwerkgalerie der Beletage dürfte ihre Inspirationsquellen in Palästen in Venedig, wie etwa der Ca’ d’Oro aus dem frühen 15. Jahrhunderts am Canal Grande, haben.
Der Kapellenbereich des Mittelrisalits zitierte in seiner architektonischen Gestaltung mit den Strebepfeilern, dem krabbengeschmückten Spitzgiebel, der Maßwerkgalerie, den flankierenden Fialaufbauten und dem spitzen Dachreiter die Sainte-Chapelle in Paris aus der Mitte des 13. Jahrhunderts. Das oberste Stockwerk griff mit seinen beiden querrechteckigen Fensterbändern, die in zwei neunteilige Arkadenreihen gegliedert sind, wieder Formen der Frühgotik auf. Die Traufe des Sühnhauses war mit einem umlaufenden Maßwerkgeländer aus Vierpässen geschmückt. Die Ecktürme mit ihren tabernakelartigen Balkonen trugen spitze vierseitige Dächer, deren Spitzen nochmals mit vier Seitentürmchen hervorgehoben waren.
Die polygonale Kapelle mit Emporen war als stützenloser Zentralbau gestaltet und erstreckte sich über die zwei oberen Stockwerke. Die Innenwände waren mit Blendarkaden gegliedert. Während der untere Bereich eine einteilige Arkadengliederung aufwies, war der obere Bereich mehrteilig. Die Blendarkaden waren mit den Gemälden von Heiligen ausgefüllt. Darüber wurde die Passion Christi thematisiert. Eine große Fensterrose im Stil der Hochgotik mit dem Haupt des dornengekrönten Christus im Kranz von Engeln bildete einen Teil der Altarwand, deren Altar als schlichter steinerner Tischaltar auf drei Stipessäulen gestaltet war. Im Spitzzwickel des Altarfensters war das Lamm Gottes zu sehen. Ein Bogen mit den Rundmedaillons der zwölf Apostel schmückte die unmittelbare Rückwand des Altartisches. Die unter der Fensterrose liegenden Blendarkaden waren an der Außenseite des Gebäudes mit den habsburgischen Namensheiligen Sophia, Josef, Franziskus und Elisabeth geschmückt. Die gesamte Ausmalung der Kapelle stammte von Franz Jobst (1840–1890). Die Kapelle trug das Patrozinium der Unbefleckten Empfängnis. Jeweils am 8. Dezember, dem Jahrestag des Brandes, der gleichzeitig der Tag des kirchlichen Festes Mariä Empfängnis ist, wurde eine Messe für die Erlösung der Seelen der Opfer der Brandkatastrophe aus dem Fegefeuer abgehalten.

## Berühmte Mieter

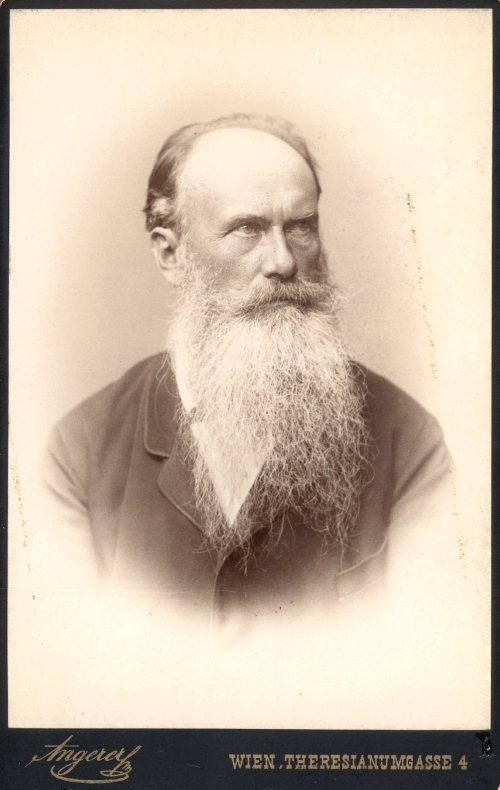
Friedrich Freiherr von Schmidt
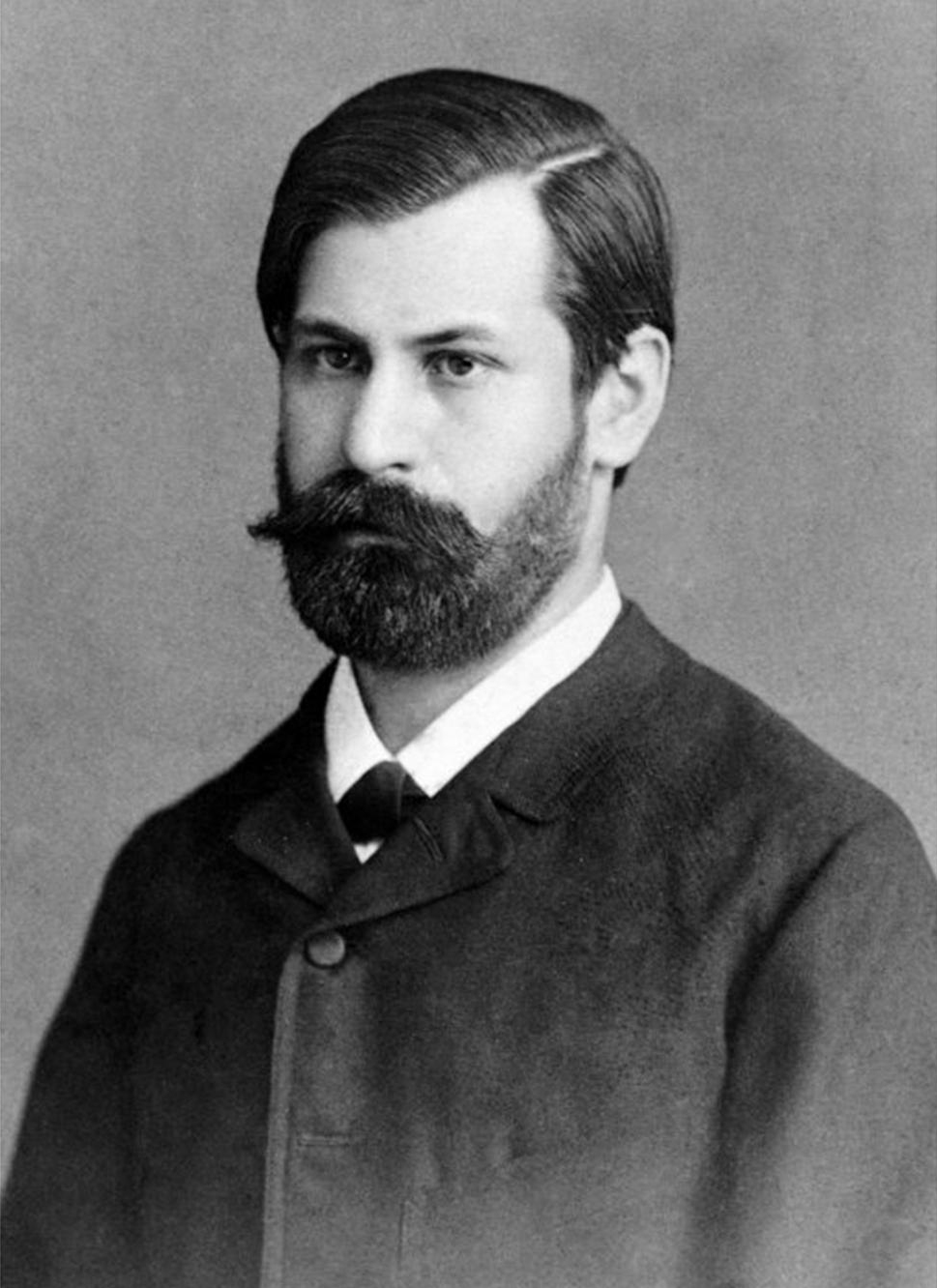
Sigmund Freud, 1885

Trotz günstiger Mieten waren anfangs nicht alle Wohnungen vermietet, da das mit diesem Ort verbundene tragische Ereignis noch nicht lange zurücklag. Zu den ersten Mietern zählte am 1. Oktober 1886 der Dozent für Nervenkrankheiten an der Wiener Universität, Sigmund Freud, der kurz zuvor geheiratet hatte. Als Freuds Tochter Mathilde im Jahr 1887 in der Wohnung XII (Rückseite des Sühnhauses, Maria-Theresienstraße 8) im Sühnhaus zur Welt kam, soll Kaiser Franz Josef I. eine Vase geschickt haben, um zum ersten Neugeborenen am ehemaligen Unglücksort zu gratulieren. Am 14. Mai 1891 stürzte sich die 19-jährige Pauline Silberstein aus Brăila (1871–1891, geb. Theiler), eine Patientin Sigmund Freuds und Ehefrau seines Jugendfreundes Eduard Silberstein (1856–1925), im Treppenhaus des Sühnhauses in den Tod. Im Herbst darauf übersiedelte Freud in die nahe gelegene Berggasse 19.
Ab 1. November 1886 mietete der Architekt des Sühnhauses Schmidt die Wohnung II. Er zahlte einen reduzierten Mietzins, da er sich bereiterklärte, den Bauzustand des Hauses zu überwachen. Anlässlich der Vollendung des Sühnhauses wurde Schmidt in den Freiherrenstand erhoben. Am 23. Oktober 1891 starb Schmidt in seiner Wohnung im Sühnhaus am Schottenring 7 und wurde mit Erlaubnis Kaiser Franz Josephs vom 24. bis zum 25. Jänner 1891 in der Sühnhauskapelle aufgebahrt.

## Filmische Bearbeitungen
- Mit dem Gebäude des Sühnhauses und der weiteren Geschichte der Adresse Schottenring 7 befasst sich der Dokumentarfilm Sühnhaus[11][12][13] von Maya McKechneay. Der Film wurde 2016 auf der Viennale[14] uraufgeführt.